# Sarothrura insularis
Il rallo del Madagascar, schiribilla del Madagascar o codapiuma del Madagascar (Sarothrura insularis (Sharpe, 1870)) è un uccello della famiglia dei Sarotruridi. È endemico del Madagascar, dove abita nelle umide foreste di pianura.